# Supercopa da Inglaterra de 2019
A Supercopa da Inglaterra 2019 ou 2019 FA Community Shield foi a 97ª edição do torneio, disputada em partida única entre o Campeão Inglês 2018–19 (Manchester City) e o Vice Campeão Inglês 2018–19 (Liverpool).

## Participantes
| Equipe          | Classificação                          |
| --------------- | -------------------------------------- |
| Manchester City | Campeão Premier League de 2018–19      |
| Liverpool       | Vice Campeão Premier League de 2018–19 |

## Detalhes da partida
A partida segue o fuso horário do verão inglês (UTC+1).
Partida única
| 04 de agosto de 2019 | Liverpool | 1 – 1 | Manchester City | Estádio de Wembley, Londres |
|                      | Matip 77' |       | 12' Sterling    |                             |

|                                                    |       | Penalidades                                           |  |
| Shaqiri Wijnaldum Lallana Oxlade-Chamberlain Salah | 4 – 5 | Gündoğan Bernardo Silva Foden Zinchenko Gabriel Jesus |  |

## Campeão
| Campeão da Supercopa da Inglaterra de 2019 |
| ------------------------------------------ |
| MANCHESTER CITY 6° titulo                  |